# مکسیم بابیچوک
مکسیم بابیچوک (اوکراینی: Максим Миколайович Бабійчук؛ زادهٔ ۲۸ آوریل ۱۹۹۴) بازیکن فوتبال اهل اوکراین است.
از باشگاه‌هایی که در آن بازی کرده‌است می‌توان به باشگاه فوتبال متالورگ زاپروژیا اشاره کرد.